# Il Complesso Barocco
Il Complesso Barocco est un ensemble musical italien fondé en 1979 à Amsterdam par Alan Curtis et spécialisé dans la musique baroque.
Cette formation a en particulier enregistré (et en première mondiale) un grand nombre des opéras de Haendel.

## Discographie (Sélection)
Ces enregistrements, à défaut d'autre indication, ont été dirigés par Alan Curtis.

### Antonio Vivaldi
- Catone in Utica RV 705:
- Ercole sul Termodonte: Mary-Ellen Nesi (Antiope), Marina Bartoli (Ippolita), Laura Cherici (Martesia), Zachary Stains (Ercole), Randall Scotting (Teseo), Luca Dordolo (Alceste), Filippo Mineccia (Telamone)
- Il Giustino RV 717:
- Kurioses Aus Venedig - Sept concertos de Vivaldi, dirigés par Riccardo Minasi, Diogenes 2011

### Georg Friedrich Haendel
- Admeto. Virgin 61369-2 (1977): René Jacobs (Admeto), Rachel Yakar (Alceste), Jill Gomez (Antigona), James Thomas Bowman (Trasimede), Ulrik Cold (Ercole), Rita Dams (Orindo), Max van Egmond (Meraspe). (217 min)
- Alcina. DG/Archiv 477 7374 (2007): Joyce DiDonato (Alcina), Maite Beaumont (Ruggiero), Karina Gauvin (Morgana), Sonia Prina (Bradamante), Kobie van Rensburg (Oronte), Vito Priante (Melisso), Laura Cherici (Oberto). (DVD)
- Ariodante. Virgin Classics 50999 07084423 (2011): Joyce DiDonato (Ariodante), Karina Gauvin (Ginevra), Sabina Puértolas (Dalinda), Marie-Nicole Lemieux (Polinesso), Topi Lehtipuu (Lurcanio), Matthew Brook (Il Re), Anicio Zorzi Giustianini (Odoardo).
- Arminio: Virgin Veritas 5 45621 2 (2000): Vivica Genaux (Arminio), Geraldine McGreevy (Tusnelda), Dominique Labelle (Sigismondo), Manuela Custer (Ramise), Luigi Petroni (Varo), Furio Zanasi (Segeste), Sytze Buwalda (Tullio). (146 min)
- Berenice, Regina di Egitto: * Virgin Classics (EMI Music) 50999 6285362-0 (2010): Klara Ek (Berenice), Ingela Bohlin (Alessandro), Franco Fagioli (Demetrio), Romina Basso (Selene), Mary-Ellen Nesi (Arsace), Anicio Zorzi Giustiniani (Fabio), Vito Priante (Aristobolo). (166 min)
- Deidamia: Virgin Veritas 5 4550 2 (2002): Simone Kermes (Deidamia), Dominique Labelle (Nerea),  Anna Maria Panzarella (Achille), Anna Bonitatibus (Ulisse), Furio Zanasi (Fenice), Antonio Abete (Licomede). (181 min)
- Ezio. Archiv Produktion 477 8073 (2008): Ann Hallenberg (Ezio), Karina Gauvin (Fulvia), Sonia Prina (Valentiniano), Marianne Andersen (Onoria), Anicio Zorzi Giustiniani (Massimo), Vito Priante (Varo). (187 min)
- Fernando, Re Di Castiglia, première version de Sosarme. Virgin Classics 65483 (2007). Lawrence Zazzo, Veronica Cangemi, Filippo Adami, Marianna Pizzolato, Neal Banerjee (Tenor), Max Emanuel Cenčić (Countertenor), Antonio Abete
- Floridante: DGG Archiv Produktion 477 656-6 (2005): Marijana Mijanovic (Floridante), Vito Priante (Oronte), Sharon Rostorf-Zamir (Rossane), Joyce DiDonato (Elmira), Roberta Invernizzi (Timante), Riccardo Novaro (Coralbo). (164 min)
- Giove in Argo: Virgin Classics 7231162 (2013): Anicio Zorzi Giustiniani (Arete), Ann Hallenberg (Iside), Vito Priante (Erasto), Theodora Baka (Diana), Karina Gauvin (Calisto), Johannes Weisser (Licaone). (157 min)
- Giulio Cesare in Egitto: Naive OP30536 (2012). Avec Marie-Nicole Lemieux (Giulio Cesare), Karina Gauvin (Cleopatra), Romina Basso (Cornelia), Emőke Baráth (Sesto), Filippo Mineccia (Tolomeo), Johannes Weisser (Achilla), Milena Storti (Nireno), Gianluca Buratto (Curio)
- Lotario. Deutsche Harmonia Mundi 82876587972 (2004): Sara Mingardo (Lotario), Simone Kermes (Adelaide), Steve Davislim (Berengario), Hillary Summers (Matilde), Sonia Prina (Idelberto), Vito Priante (Clodomiro). (gekürzte Fassung, 157 min)
- Radamisto: Virgin Classics 5456732 (2003), 1. Fassung: Joyce DiDonato (Radamisto), Maite Beaumont (Zenobia), Zachary Stains (Tiridate), Patrizia Ciofi (Polissena), Dominque Labelle (Fraarte), Laura Cherici (Tigrane), Carlo Lepore (Farasmane). (177 min)
- Rodelinda: Archiv Produktion 00289 477 5391 (2004): Simone Kermes (Rodelinda), Marijana Mijanovic (Bertarido), Steve Davislim (Grimoaldo), Sonia Prina (Eduige), Marie-Nicole Lemieux (Unulfo), Vito Priante (Garibaldo).
- Rodrigo: Virgin Classics 7243 5 45897 2 0 (1997): Gloria Banditelli (Rodrigo), Sandrine Piau (Esilena), Elena Cecchi Fedi (Florinda), Rufus Müller (Giuliano), Roberta Invernizzi (Evanco), Caterina Calvi (Fernando). (154 min)
- Tolomeo: Archiv Produktion 477 7106 (2006): Ann Hallenberg (Tolomeo), Karina Gauvin (Seleuce), Anna Bonitatibus (Elisa), Romina Basso (Alessandro), Pietro Spagnoli (Araspe). (148 min)

également : 
- Amor e gelosia. Duette de Haendel. Avec Patrizia Ciofi et Joyce DiDonato, veritas 2007.
- Hidden Haendel. Avec Ann Hallenberg, 2013.
- La Maga Abbandonata. Arias de Rinaldo, Alcina et Amadigi. Avec Simone Kermes et Maite Beaumont, et Donna Leon (Narration), DHM 2007
- Sento brillar - Arias de Haendel pour Giovanni Carestini, avec Vesselina Kasarova, RCA Red Seal 2008.
- Streams of Pleasure - Haendel, chanté par Karina Gauvin et Marie-Nicole Lemieux, Naive 2011.
- Tiere und Töne. Les animaux par Haendel, présenté par Alan Curtis, Donna Leon et Michael Sofa, 2010.

### Alessandro Scarlatti
- Il trionfo dell'Onestà (serenata) (Bongiovanni 78376) (OCLC 937419524)
- Salve Regina [III] en ut mineur - Mary-Ellen Nesi, mezzo-soprano (18-20 décembre 2008, DHM 88697 53944 2) (OCLC 767370739) — avec Pergolèse et Leonardo Leo

### Autres enregistrements
- Rossi, Straziami pur Amor, madrigaux (26 novembre, 1er décembre 1995/18-20 janvier 1996, Virgin 5 45220-2)
- Conti, David Oratorio
- Gluck, Ezio. Originale Prager Version von 1750. Avec Sonia Prina (Ezio), Max Emanuel Cenčić (Valentiniano), Ann Hallenberg (Fulvia), Topi Lehtipuu (Massimo), Julian Prégardien (Varo), Mayuko Karasava (Onorio)
- Scarlatti, Tolomeo e Alessandro
- Drama Queens. Avec Joyce DiDonato  (2012)
- Il pastor fido, Madrigali amorosi. Avec Caterina Tragu-Röhrig, Roberta Invernizzi, Roberto Balconi, Antonio Abete. (2011)
- Re-Joyce. The Best of Joyce DiDonato (2013)
- Rossi & Lotti, Madrigaux (2013)